# Gheorghe Lemeni
Gheorghe Lemeni sau Gheorghe Lemeny (n. 1813, Rădăuți, Regatul Galiției și Lodomeriei, Imperiul Austriac – d. 1848, Suceava, Imperiul Austriac) a fost un pictor român din Bucovina.

## Biografie
Gheorghe Lemeni s-a născut în anul 1813, în Rădăuți, în familia unui preot. A făcut parte din prima generație de elevi a Academiei Mihăilene din Iași, promoția 1835 - 1838. După absolvire a fost trimis cu o bursă la München unde a stat până în anul 1842. A plecat apoi la Roma și în anul 1846 a revenit la Iași. Din cauza unei epidemii de holeră s-a refugiat la Suceava unde se afla tatăl său și un unchi. Aici s-a îmbolnăvit și a decedat în anul 1848.
Cu toate că Lemeni era cel mai în vârstă dintre elevii Academiei de la Iași, presa epocii spunea că era cel care promitea cel mai mult „... Clasa de zugrăvire dela Academia Mihăileană din Iași are în 1838, un student distins, Giovanni Schiavoni e foarte mulțumit de elevul Lemni”.
Gheorghe Lemeni a învățat și litografia pentru că la Iași nu exista niciun maestru în acest domeniu. Din spusele istoricului George Oprescu, Lemeni l-ar fi avut la München ca profesor pe Ferdinand Piloty. Academia a pretins elevilor săi trimiși la München ca să respecte canoanele ortodoxiei și ca urmare li se cerea să frecventeze duminica biserica grecească de acolo. Semestrial le mai cerea un raport de activitate și la finele studiilor o evaluare, făcută de o persoană sau instituție recunoscută, a cunoștințelor dobândite. Dovada calității învățăturilor acumulate era participarea absolventului la expoziția din München cu o lucrare cu tematică istorică.
În anul 1837, Lemeni a ilustrat cu două litografii cartea lui Pavel Pruncu intitulată Ch. Pustnicul, o traducere  după Charles-Victor Prévot, viconte d'Arlincourt. Cele două volume ale traducerii au fost publicate la Iași și tipărite în tipografia Albinei Românești.
S-au păstrat foarte puține lucrări realizate de Lemeni. La Pinacoteca din Iași există câteva copii, din care un Christ încununat cu spini după Guido Reni și o singură pictură originală despre care se știe că a fost făcută de Lemeni - Portretul lui Gheorghe Năstăseanu. Portretul a fost făcut la Roma în perioada în care cei doi s-au întâlnit acolo. Tabloul aflat la Pinacotecă provine din exponatele Academiei Mihăilene. Pictura este una impersonală și onestă. George Oprescu a precizat că privind-o este greu de a identifca un pictor în care și-ar fi pus Gheorghe Asachi mari speranțe de viitor. De aceea, istoricul a opinat că există probabilitatea ca tocmai opera care s-a pierdut să fie cea care a fost lăudată de Asachi și alți comentatori.
Există mențiuni documentare care spun că Lemeni a donat domnitorului în anul 1846 un tablou intitulat Arhanghelul Mihail omorând balaurul, o copie după Guido Reni. De asemenea la Pinacoteca din Iași ar fi existat o Veneră.